# Cobh
Cobh [koːf] (irisch An Cóbh [ən 'koːf], deutsch ‚die Höhle‘, englisch the Cove) ist eine Hafenstadt im County Cork im Süden der Republik Irland mit 14148 Einwohnern (2022). Von 1849 bis 1922 hieß die Stadt Queenstown.
Die Stadt liegt am südlichen Ufer der Insel Great Island an einem der weltweit größten Naturhäfen, dem Cork Harbour, und ist mit Fähren (Passage West) und einer Brücke mit dem Festland verbunden.
Cobh ist heute ein Ausflugsort für Besucher aus Cork City und die Passagiere vieler Kreuzfahrtschiffe, die im Hafen festmachen. Trotz einiger prosperierender Neubaugebiete im Hinterland ist der Ort von der enormen wirtschaftlichen Entwicklung und den Industrieansiedlungen in der Region ab den 1990er Jahren weitgehend unbeeinflusst geblieben und hat sich seinen typisch irischen Charakter erhalten.

## Geschichte
Erstmals erwähnt wurde der Ort 1750 unter dem Namen Cove (the Cove of Cork), 1849 erfolgte die Umbenennung in Queenstown aus Anlass des Besuchs von Königin Victoria. 1922 wurde mit der Unabhängigkeit Irlands der englische Name Cove schließlich in die irische Schreibweise Cobh geändert.
Ab dem Ende des 18. Jahrhunderts entwickelte sich das Dorf während der Napoleonischen Kriege zum Flottenstützpunkt. In diese Zeit fallen auch Cobhs Anfänge als Auswandererhafen. Von hier aus verließen ca. 2,5 Millionen der insgesamt sechs Millionen Emigranten zwischen 1848 und 1950 ihre irische Heimat.
Die erste Dampfschifffahrt zwischen Irland und England startete 1838 in Cobh. Weiterhin war Cobh von 1921 bis 1939 siebenmal Zielhafen der Weizenregatta, einem Wettrennen der Windjammer auf Frachtfahrt von Australien nach Europa, das veranstaltet wurde, um schnellere Fahrten der Frachtschiffe zu erreichen. Im Ersten Weltkrieg war Queenstown Basis der britischen und amerikanischen Marine. Heute ist der Hafen ein schnell wachsender Containerhafen und (neben Dublin) einer von zwei Häfen in Irland, die alle fünf Arten der Frachtschifffahrt handhaben können.
Die Geschichte Cobhs (damals Queenstown) ist eng mit zwei bedeutenden Schiffskatastrophen verknüpft:
- Während ihrer Jungfernfahrt lag die Titanic am 11. April 1912 vor Queenstown auf Reede. Es wurde der letzte Hafen, den sie vor ihrem Untergang anlief.
- Das Passagierschiff Lusitania wurde am 7. Mai 1915 auf der Fahrt von New York nach Liverpool 40 Kilometer entfernt vor dem Old Head of Kinsale von dem deutschen U-Boot U 20 torpediert und sank schnell. Die Überlebenden wurden nach Queenstown gebracht. Knapp 300 der etwa 1200 Opfer konnten geborgen werden; weit über hundert Tote sind auf dem Clonmel Cemetery beigesetzt.

## Sehenswürdigkeiten
Das malerische Bild des Ortes ist geprägt durch seine Hanglage – verbunden mit einigen sehr steilen Straßen – und zahlreichen grellbunt gestrichenen Häusern.
- Überragt wird der Ort von der hoch am Hang gelegenen neugotischen St.-Colman-Kathedrale, Sitz der römisch-katholischen Diözese Cloyne. Die Kirche besitzt mit 49 Glocken eines der größten Kirchengeläute auf den britischen Inseln und das einzige Glockenspiel Irlands.
- Das Cobh Heritage Centre ist ein Museum zur Geschichte der irischen Diaspora und ihres Einflusses auf die Entwicklung des modernen Irlands.
- Das Cobh Museum  ist kleines stadtgeschichtliches Museum in der presbyterianischen Kirche.
- Der Titanic Trail führt den Besucher zu all den Plätzen und Gebäuden, die Millionen von Auswanderern vor ihrer Einschiffung beschritten haben.
- Auf dem idyllischen Friedhof Clonmel Cemetery (auch unter dem Namen Old Church Cemetery bekannt), eine Meile nördlich des Ortes, liegen 170 Opfer der Lusitania-Katastrophe beerdigt. Daneben findet man hier das Grab des bekannten irischen Boxers Jack Doyle und das von Napoleons Leibarzt auf St. Helena James Roche Verling.

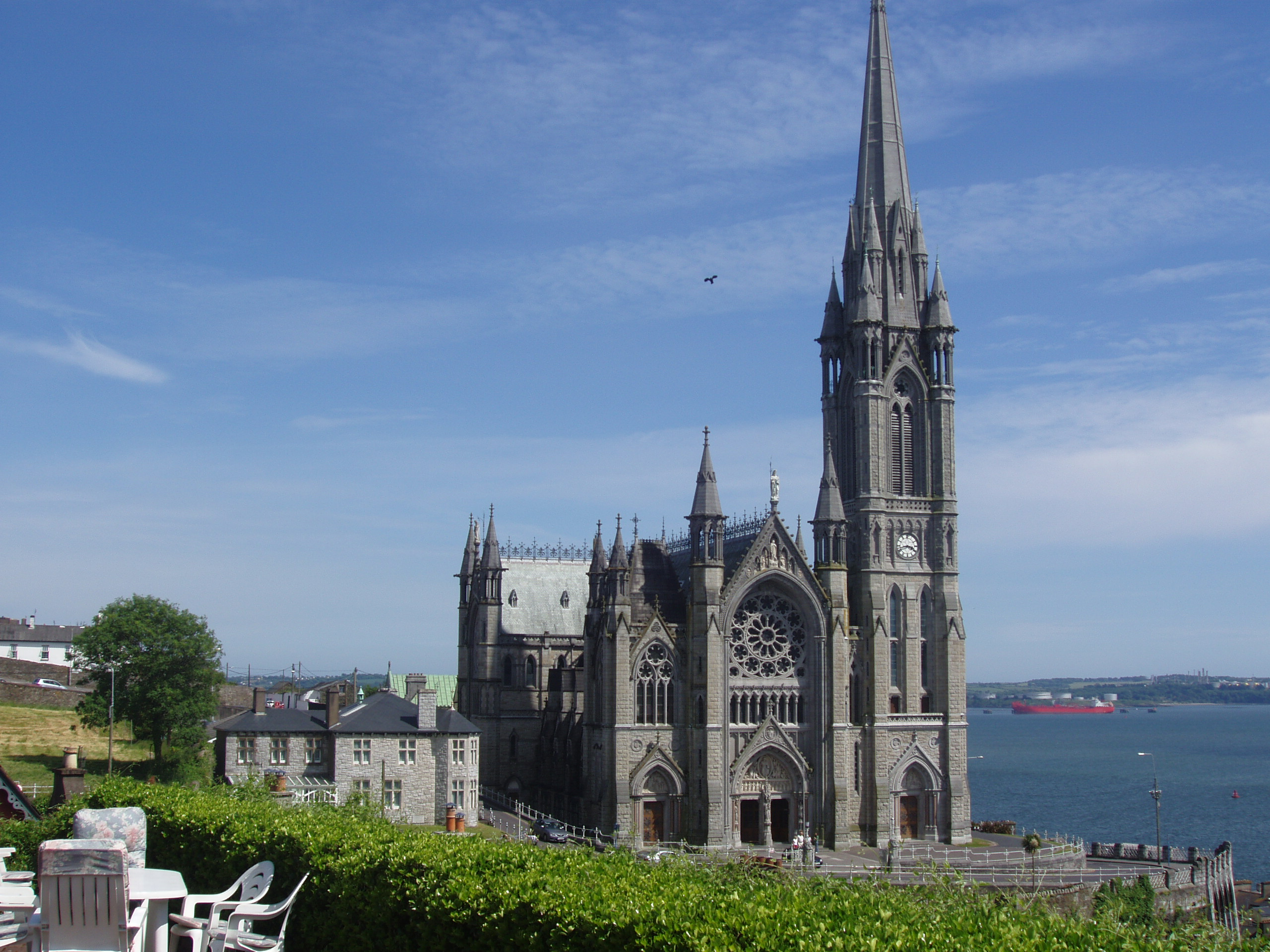
St.-Colman-Kathedrale
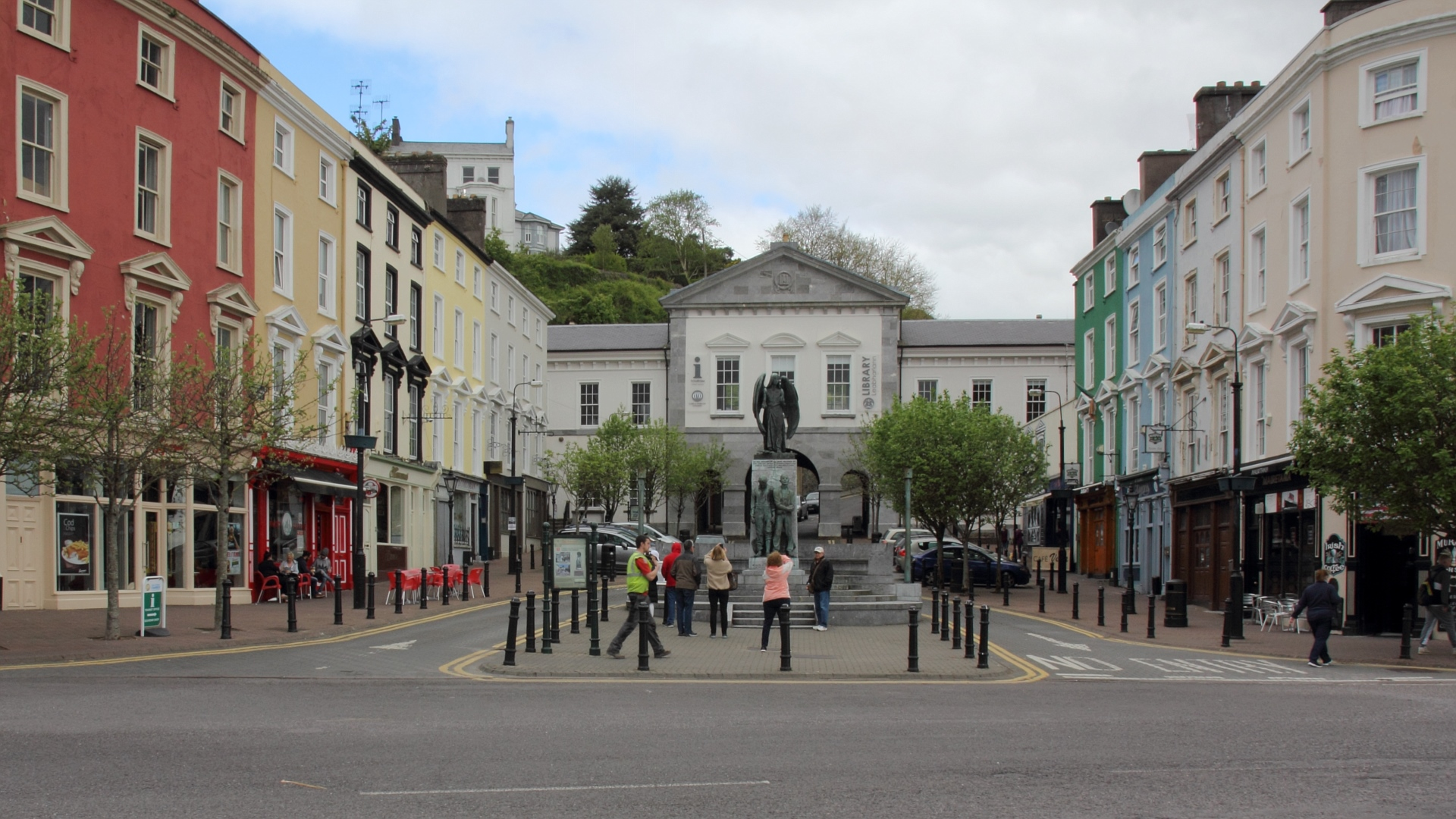
Casement Square
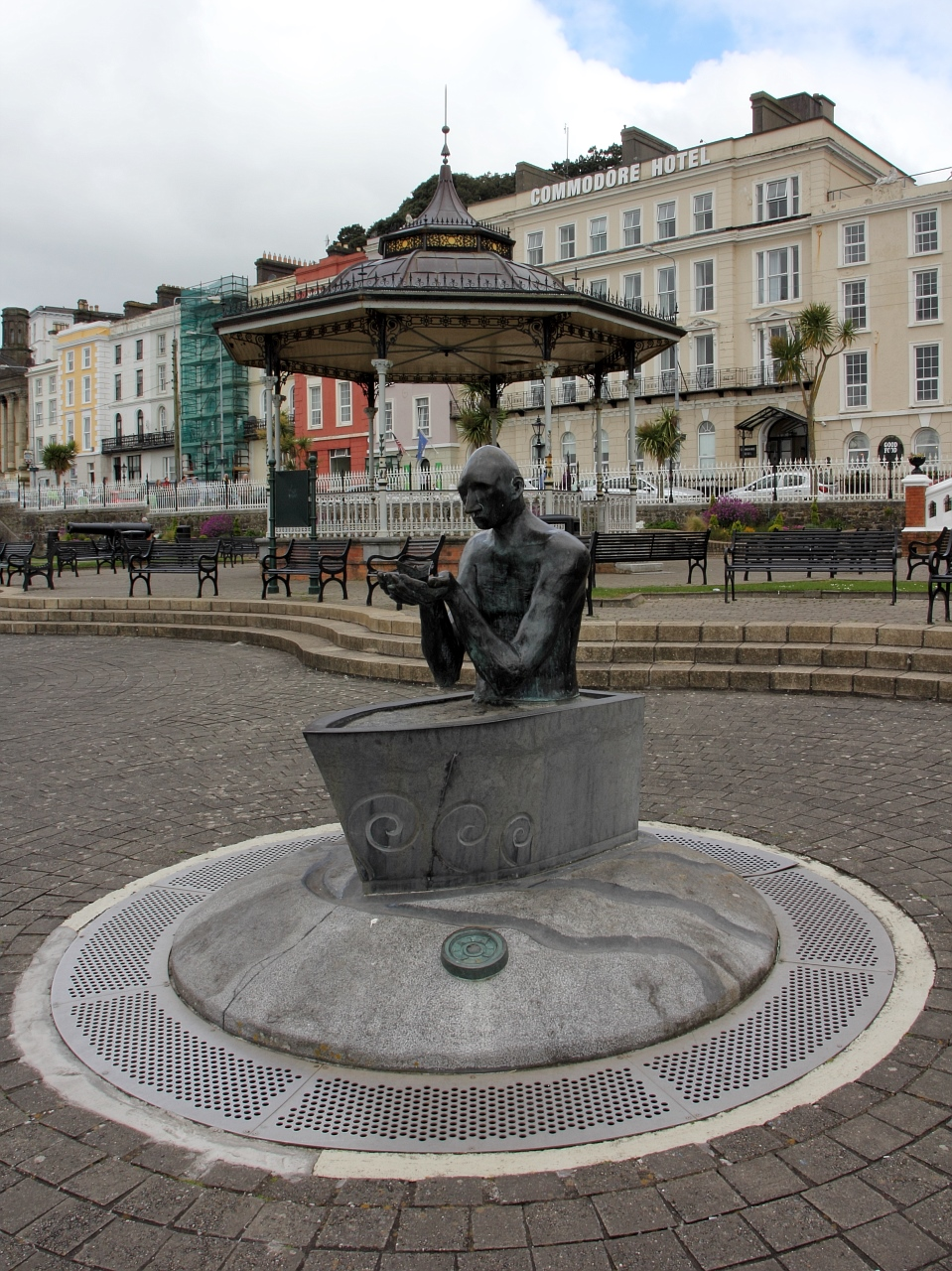
An der Promenade in Cobh (Park John F. Kennedy)
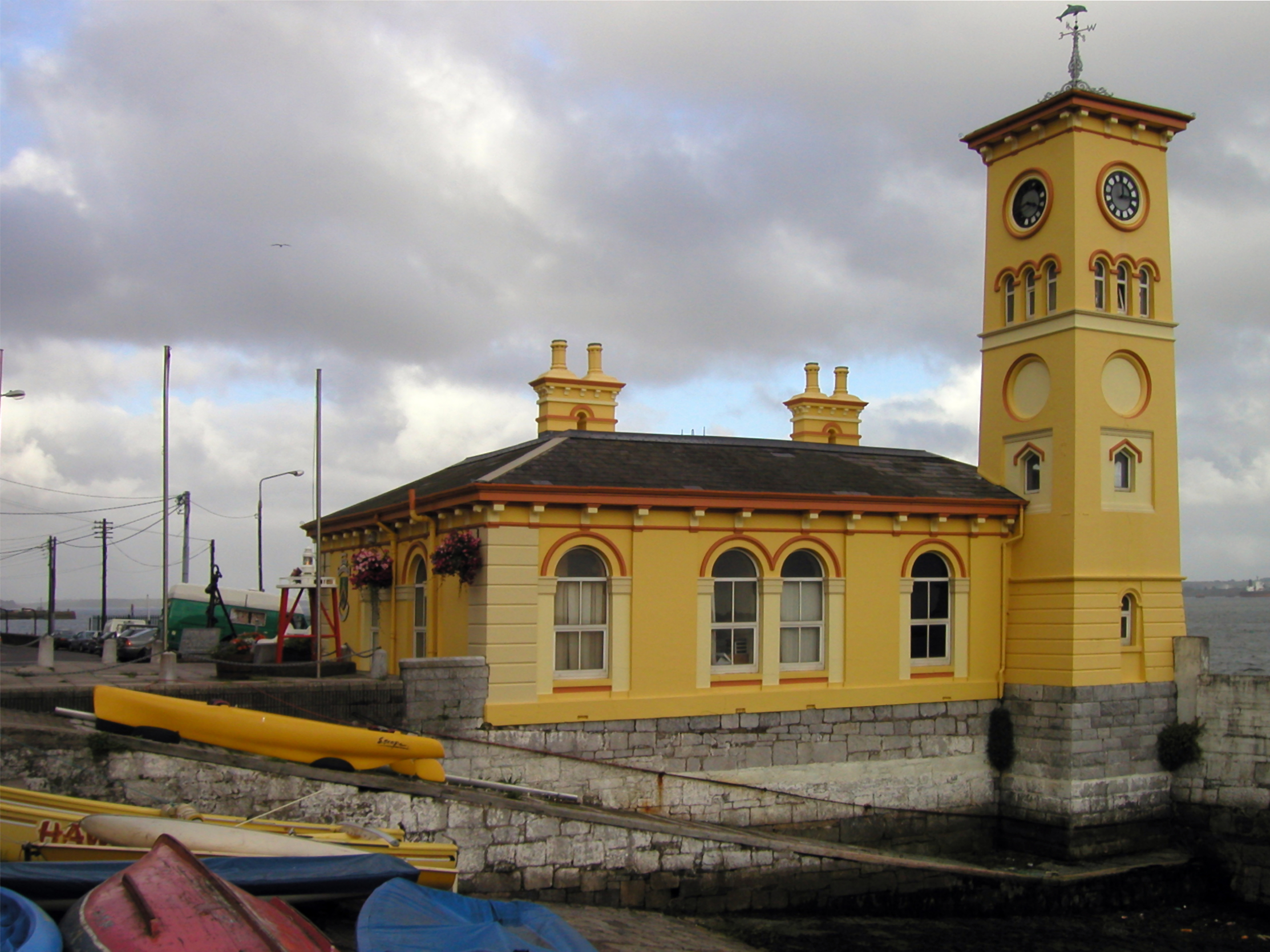
Altes Rathaus im Hafen von Cobh
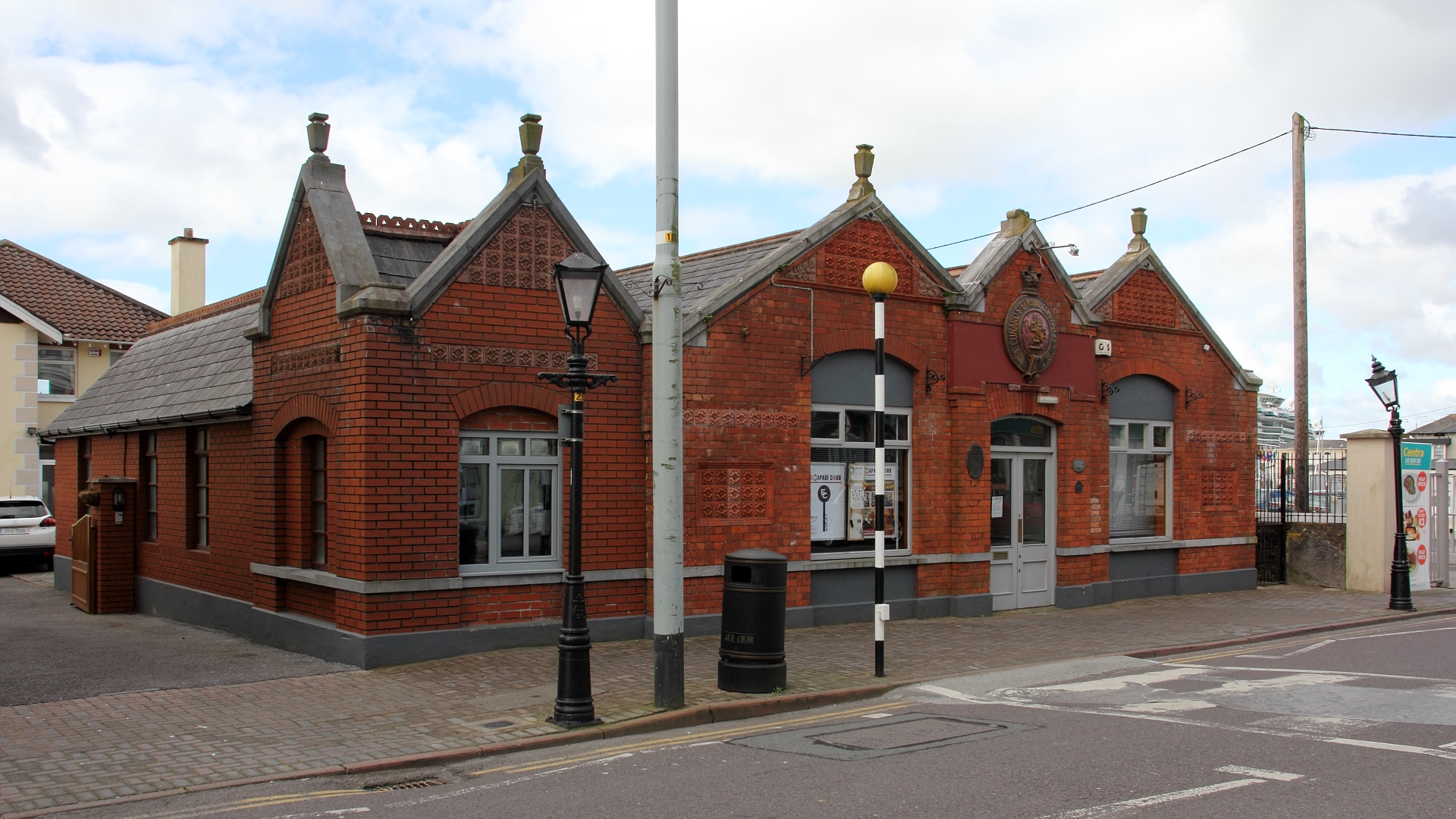
Ehemaliges Cunard-Gebäude am Hafen
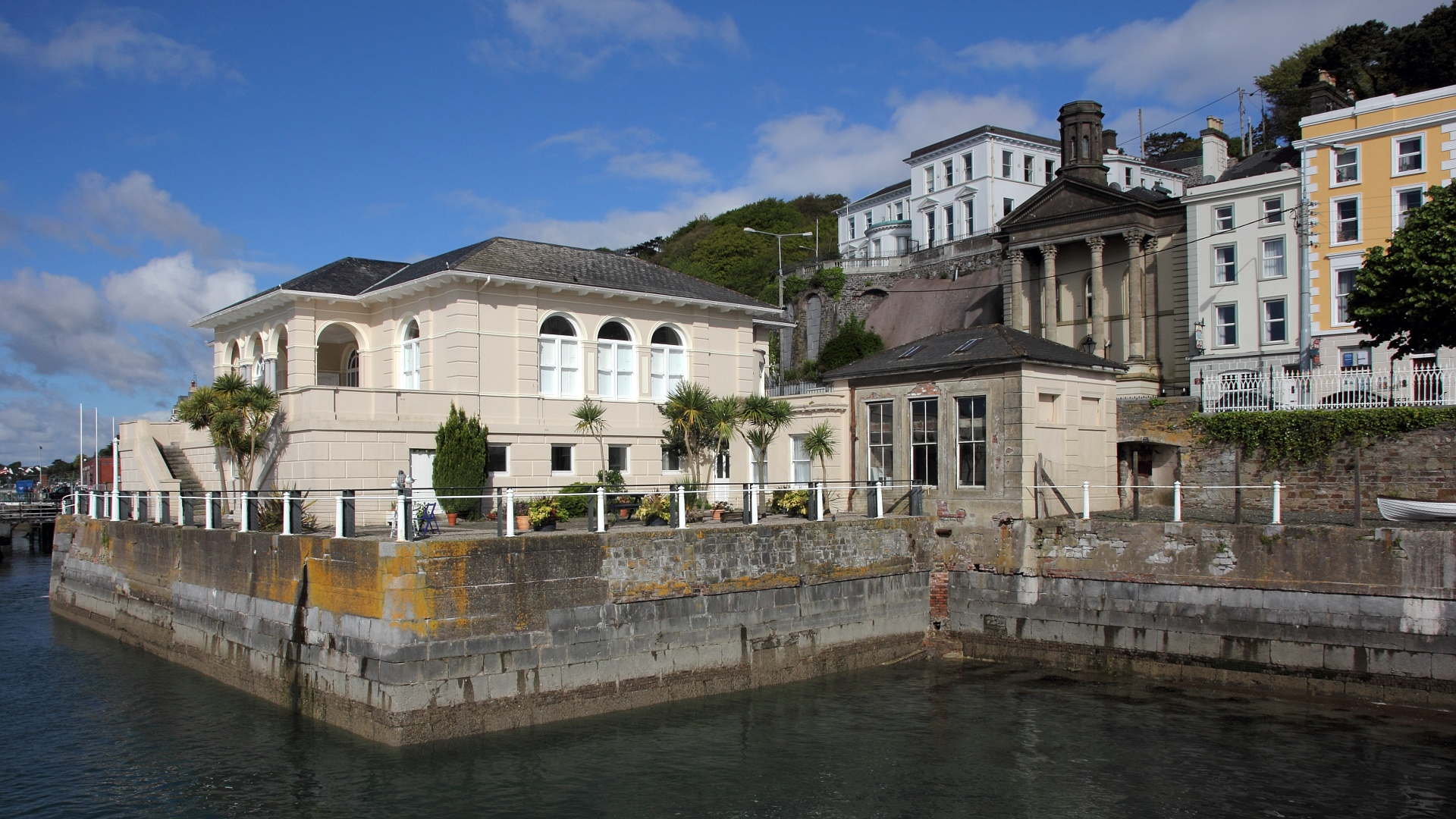
Sirius Arts Center
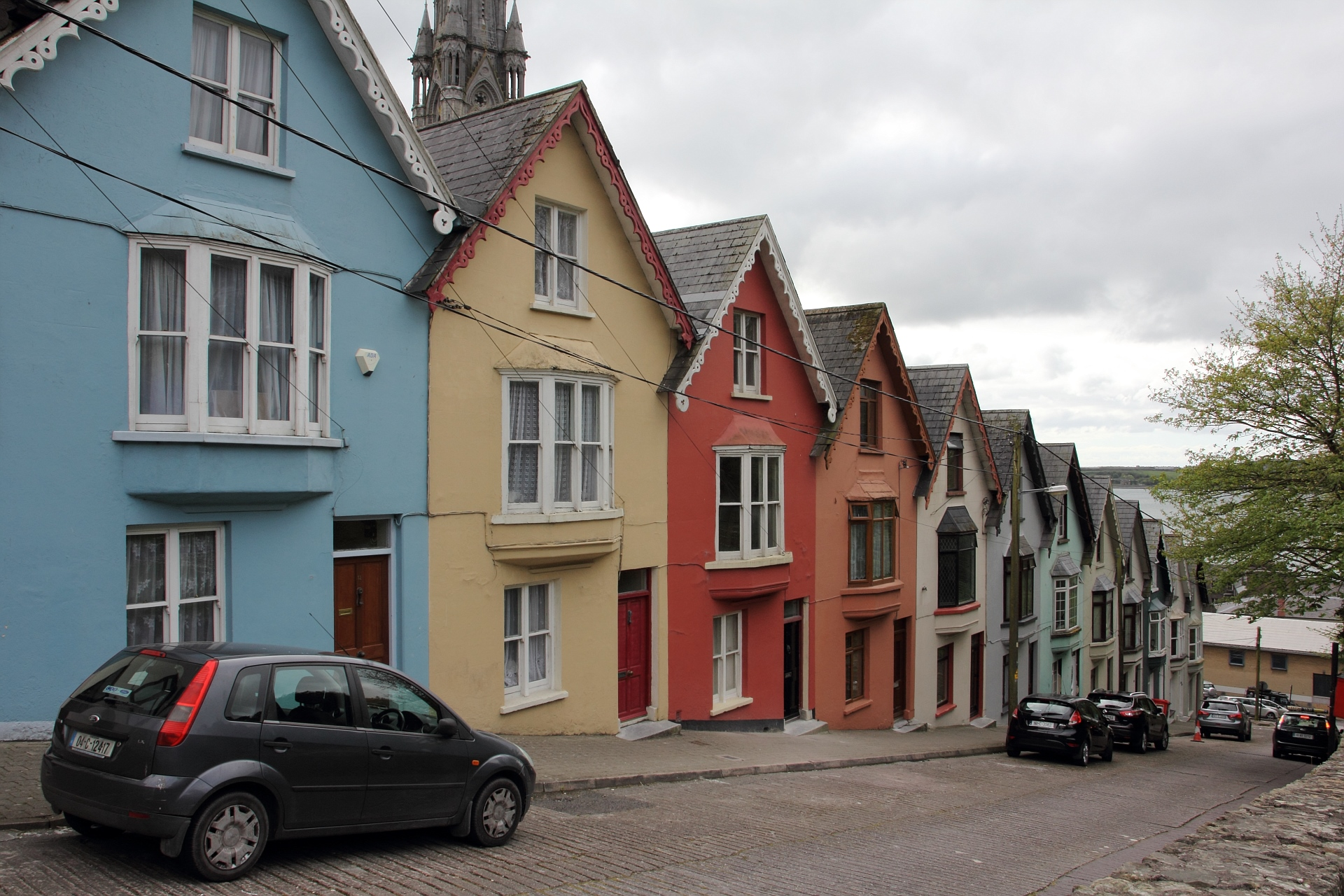
Wohnhäuser am West View
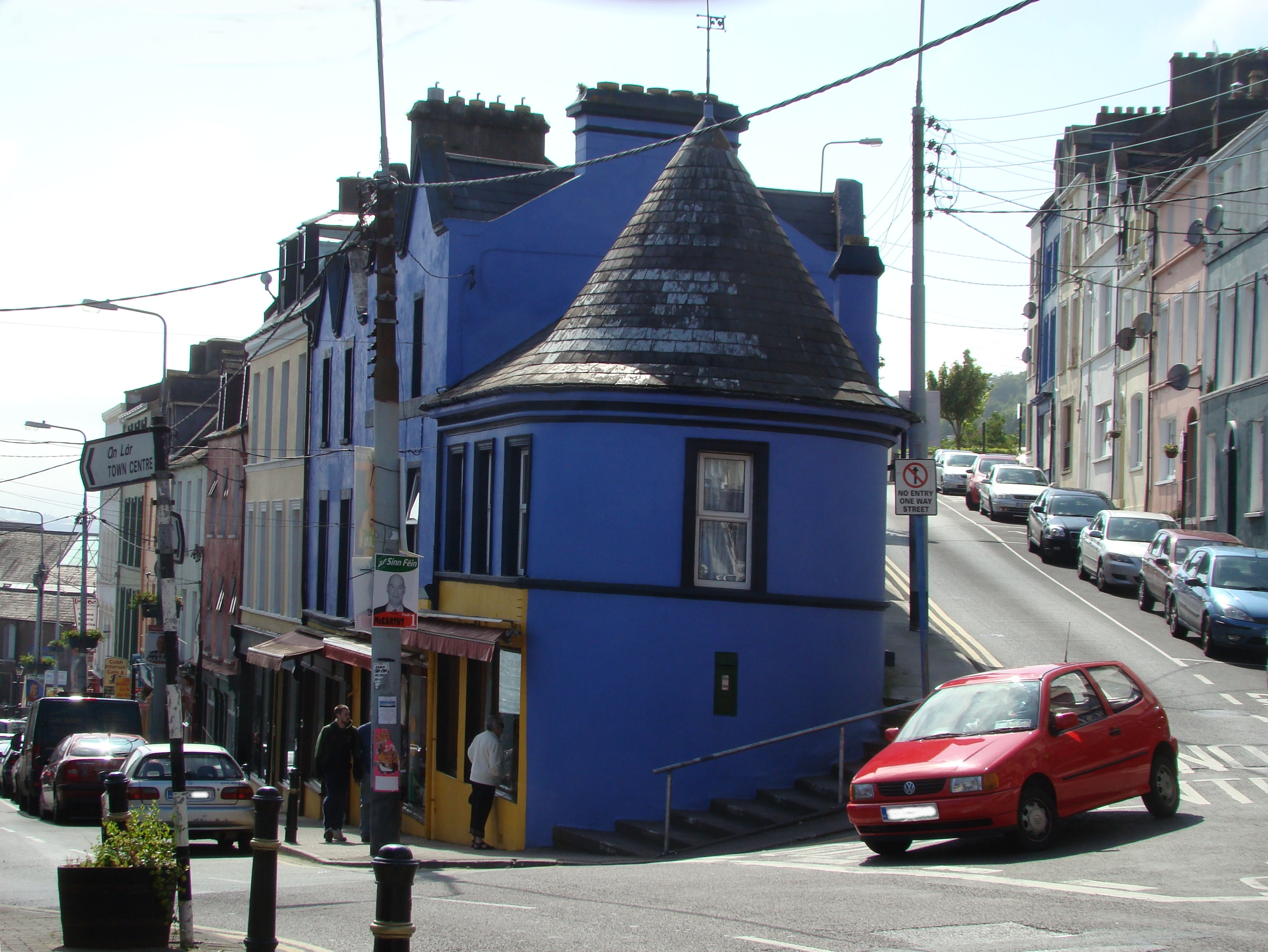
Straßenecke in der Stadt
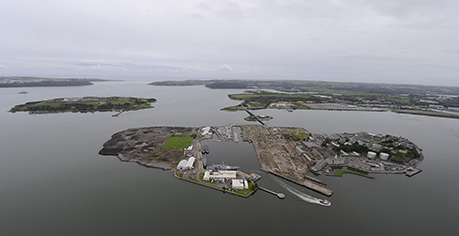
Cork Harbour

## Verkehr

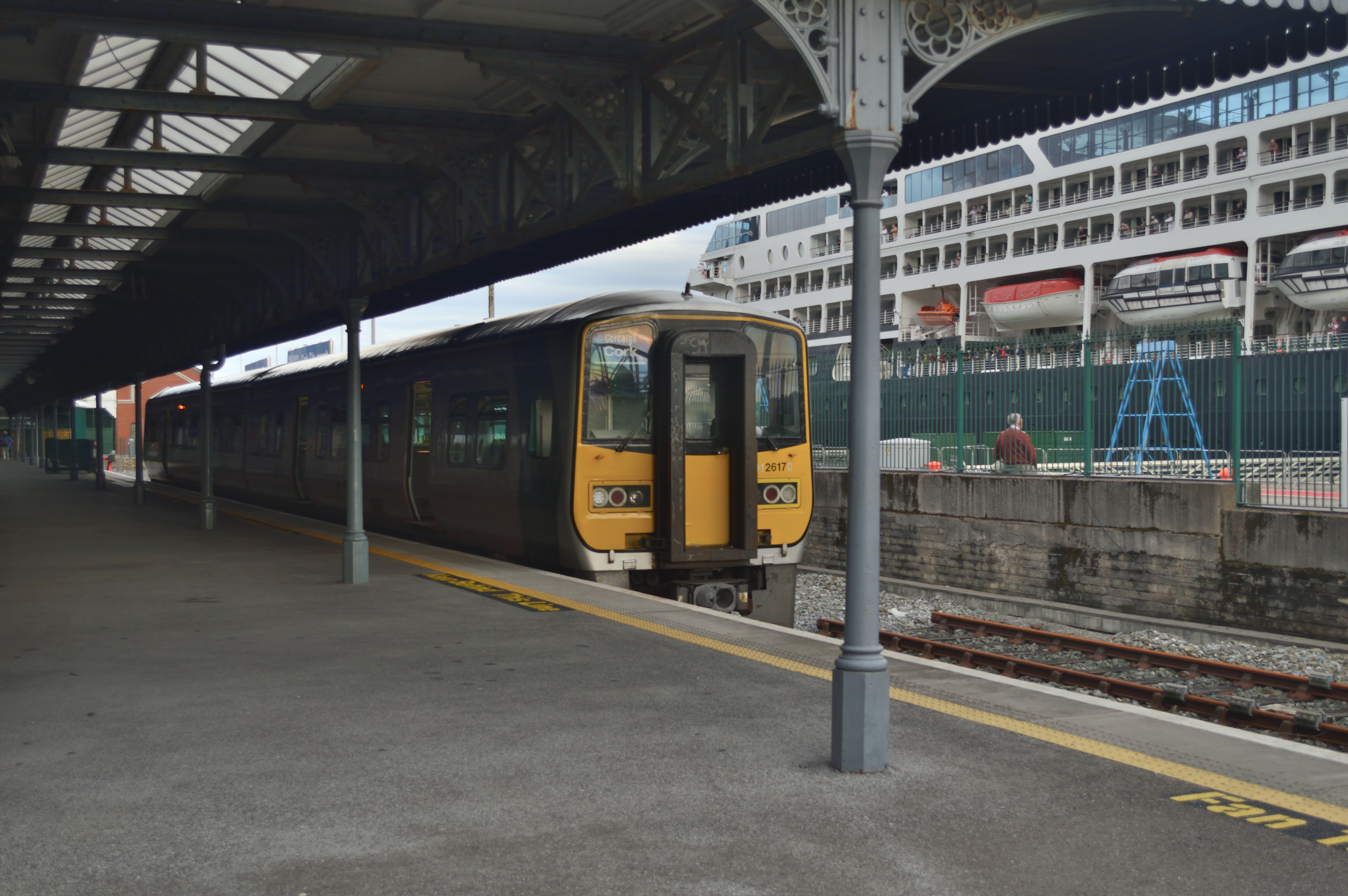
Dieseltriebwagen im Bahnhof Cobh

Cobh hat einen Bahnhof, der am 10. März 1862 als Bahnhof Queenstown von der Cork, Youghal & Queenstown Railway eröffnet wurde. Der Kopfbahnhof ist Endpunkt einer zweigleisigen Eisenbahnstrecke, die als Verlängerung der Bahnstrecke Dublin–Cork im Bahnhof Cork Kent ihren Anfang hat. Heute ist der Bahnhof nur noch als südöstlicher Endpunkt des Vorortverkehrs Cork Suburban Rail (irisch: Iarnród Fobhailteach Chorcaí) bedeutsam; seit Juli 2022 wird er an Werktagen tagsüber im 30-Minuten-Takt mit Dieseltriebwagen bedient.
Einzige Straßenverbindung zum Festland ist die Regionalstraße R624, die die Stadt mit der autobahnähnlich ausgebauten Nationalstraße N25  (Cork–Rosslare Harbour) verbindet.

## Städtepartnerschaften
Cobh verbindet eine Städtepartnerschaft mit Ploërmel in der Bretagne, Frankreich.

## Persönlichkeiten
- Bartholomew Stanley Wilson (1884–1938), römisch-katholischer Ordensgeistlicher, Apostolischer Vikar von Sierra Leone
- Sinclair Hood (1917–2021), britischer Klassischer Archäologe
- Patrick Joseph Walsh (1931–2023), römisch-katholischer Bischof von Down und Connor
- Sonia O’Sullivan (* 1969), Langstreckenläuferin
- Stephen Ireland (* 1986), Fußballspieler
- Stephen O’Halloran (* 1987), Fußballspieler